# Víctor Hugo Ábrego
Víctor Hugo Ábrego Molina más conocido como Víctor Hugo Ábrego (Puebla de Zaragoza, 1984) es un escritor, académico e investigador mexicano.

## Biografía
Realizó sus estudios de educación en Ciencias de la Comunicación por la Benemérita Universidad Autónoma de Puebla (BUAP). Posteriormente obtuvo una maestría en Comunicación por la Universidad de Guadalajara (UDG).
Ha publicado poemas en diversos suplementos y sitios de poesía. En 2014 publicó un libro de poesía titulado Daga y cogote. Así mismo participa constantemente en lecturas públicas.
Se desempeña como profesor asociado de teoría sociocultural de la comunicación, observatorio de redes sociales y mundo virtual, y comunicación, cultura y sociedad en el Instituto Tecnológico y de Estudios Superiores de Occidente (ITESO). Es investigador asociado en el proyecto FOMIX-CIDYT (de Investigación Dialógica y Transdisciplinaria para la Ciencia Integral y la Convivencialidad), del Centro de Investigaciones y Estudios Superiores en Antropología Social (CIESAS-Occidente). Sus líneas de investigación son tecnología y sociedad, cultura y juventudes, y transdisciplina.
Así mismo forma parte del proyecto SIGNA_LAB del ITESO, el cual es un espacio interdisciplinario cuyo objetivo es generar conocimiento, metodologías y herramientas para la comprensión multidimensional del mundo sociodigital.

## Publicaciones seleccionadas

### Libros
- Ábrego, Víctor Hugo (2014). Daga y cogote. Jalisco, México: El viaje (Sinlímite). ISBN 9786079284183.